# Ipolyszécsényke
Ipolyszécsényke (szlovákul: Sečianky) község Szlovákiában, a Besztercebányai kerületben, a Nagykürtösi járásban.

## Fekvése
Nagykürtöstől 29 km-re, délnyugatra fekszik.

## Története
1243-ban „terra Zelchan” néven említik először. 1332-ben a pápai tizedjegyzékben szerepel Szent Kozma és Damján tiszteletére szentelt temploma és István nevű papja. Kezdetben a Szécsénkey család birtoka, majd a mohácsi csata után Drégely, majd Litva várához tartozott. Később több nemesi család birtoka, a Baloghyaké, majd a 18. század végén a Lipthayaké. Utóbbiak építtették a ma is álló klasszicista kastélyt. 1715-ben kúria és 3 adózó porta volt a faluban. 1828-ban 44 házában 265 lakos élt, akik mezőgazdasággal, szőlőtermesztéssel foglalkoztak.
Vályi András szerint „SZÉCSÉNKE. Magyar falu Hont Várm. földes Urai több Uraságok, lakosai katolikusok, fekszik Honthoz másfél mértföldnyire; határja jól termő.”
Fényes Elek szerint „Szécsényke, magy. falu, Honth vmegyében, Ipolysághoz 1 1/2 mfd. 360 kath. lak. Kath. paroch. templom. Kastély, szőlőhegye, földje, rétje termékeny. F. u. Liptay, Tersztyánszky, Illésy.”
A trianoni békeszerződésig Hont vármegye Ipolynyéki járásához tartozott. 1938 és 1944 között ismét Magyarország része volt.

## Népessége
| Év:            | 1994. | 2004.   | 2014.   | 2024.    |
| -------------- | ----- | ------- | ------- | -------- |
| Emberek száma: | 448   | 406     | 379     | 333      |
| Eltérés:       |       | -9,37 % | -6,65 % | -12,13 % |

| Év:            | 2023. | 2024.   |
| -------------- | ----- | ------- |
| Emberek száma: | 323   | 333     |
| Eltérés:       |       | +3,09 % |

1910-ben 503, túlnyomórészt magyar anyanyelvű lakosa volt.
2001-ben 421 lakosából 369 magyar és 27 szlovák volt.
2011-ben 385 lakosából 287 magyar és 62 szlovák volt.
2021-ben 335 lakosából 250 (+5) magyar, 70 (+16) szlovák, 6 cigány, 1 egyéb és 8 ismeretlen nemzetiségű volt.

## Neves személyek
- Itt született 1909. december 23-án Cziglényi Ádám grafikus, bélyegtervező.
- Itt született 1793-ban Lipthay Sándor császári és királyi udvari tanácsos és ügyvéd.

## Nevezetességei

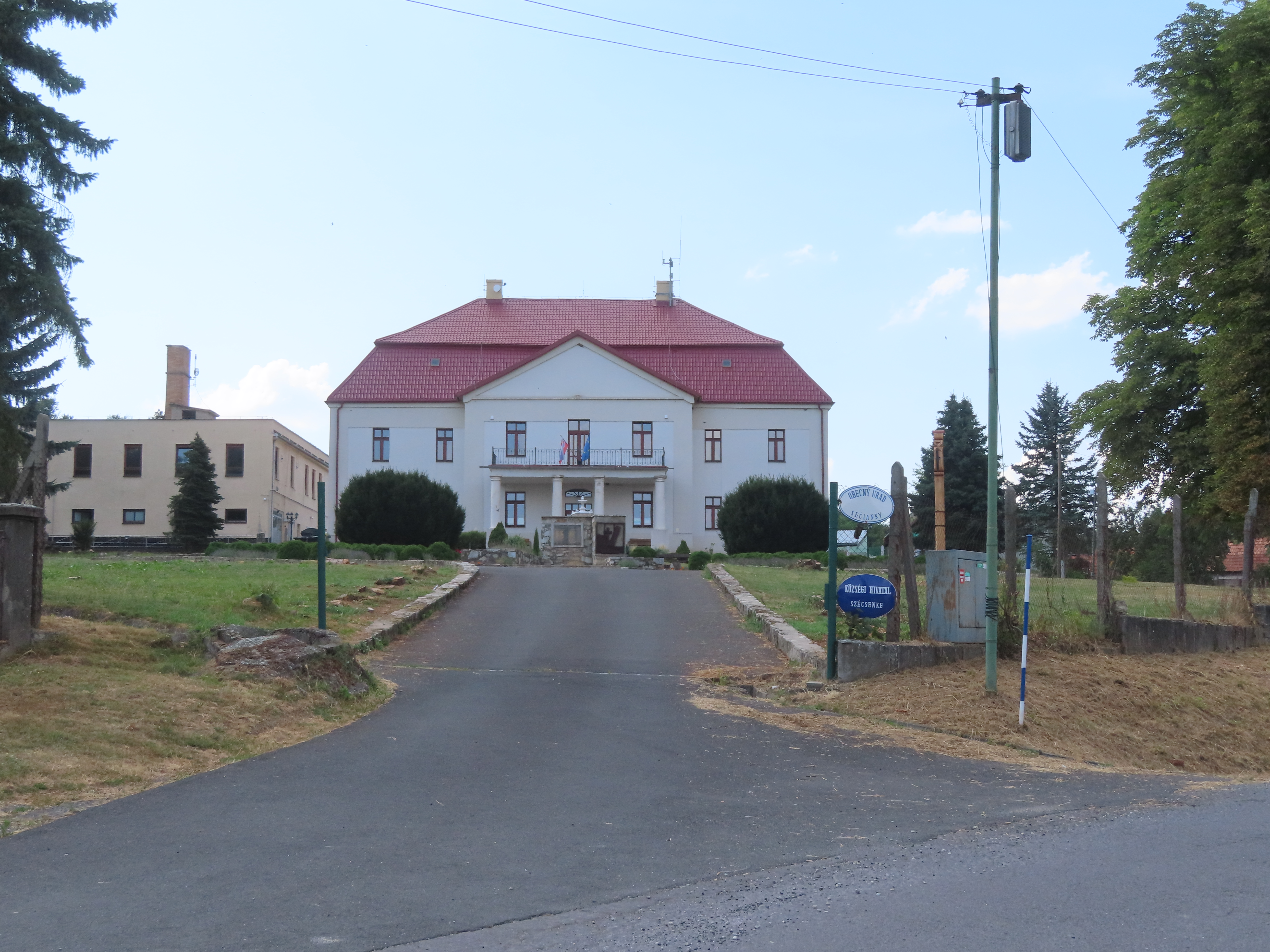
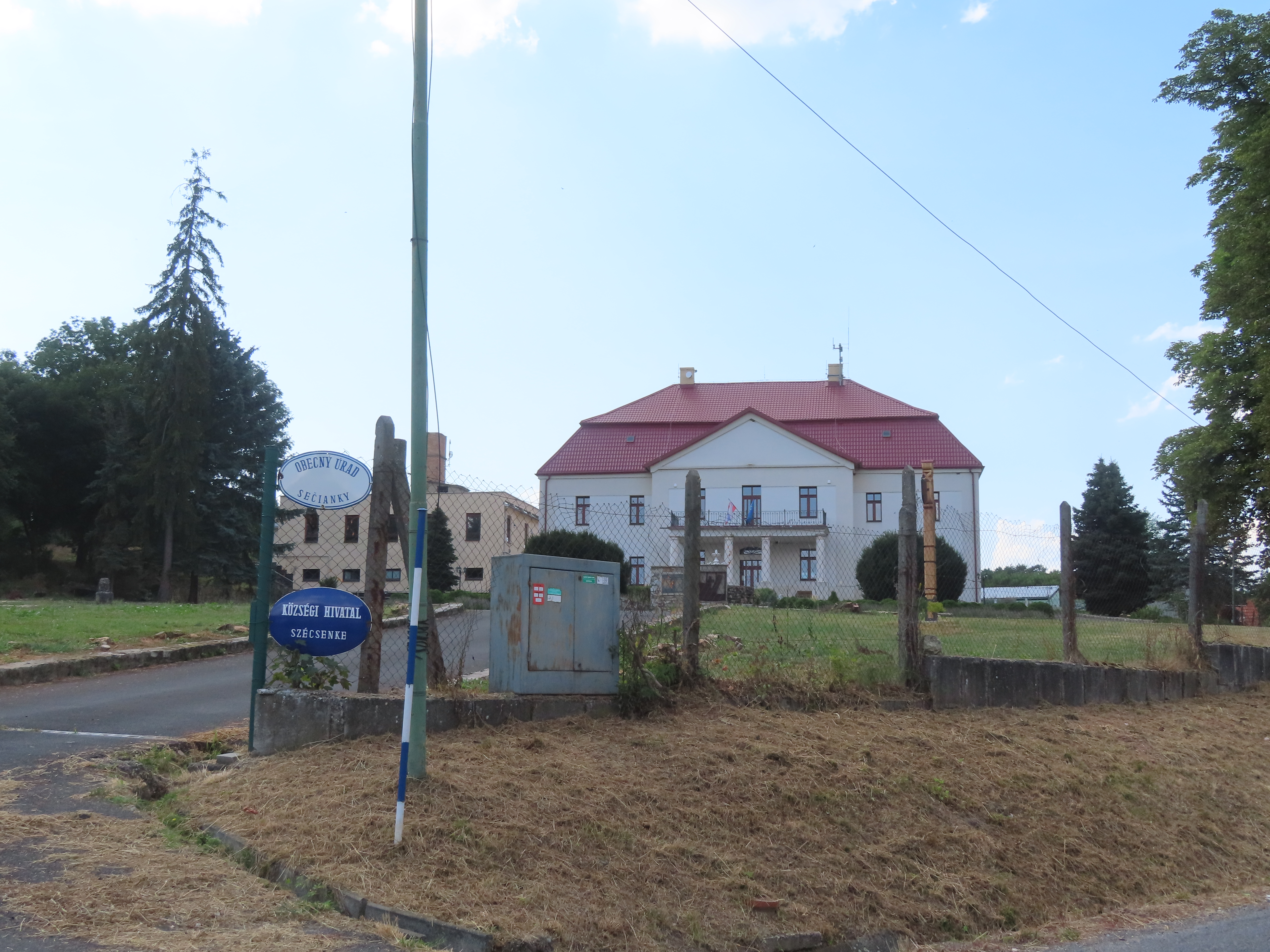
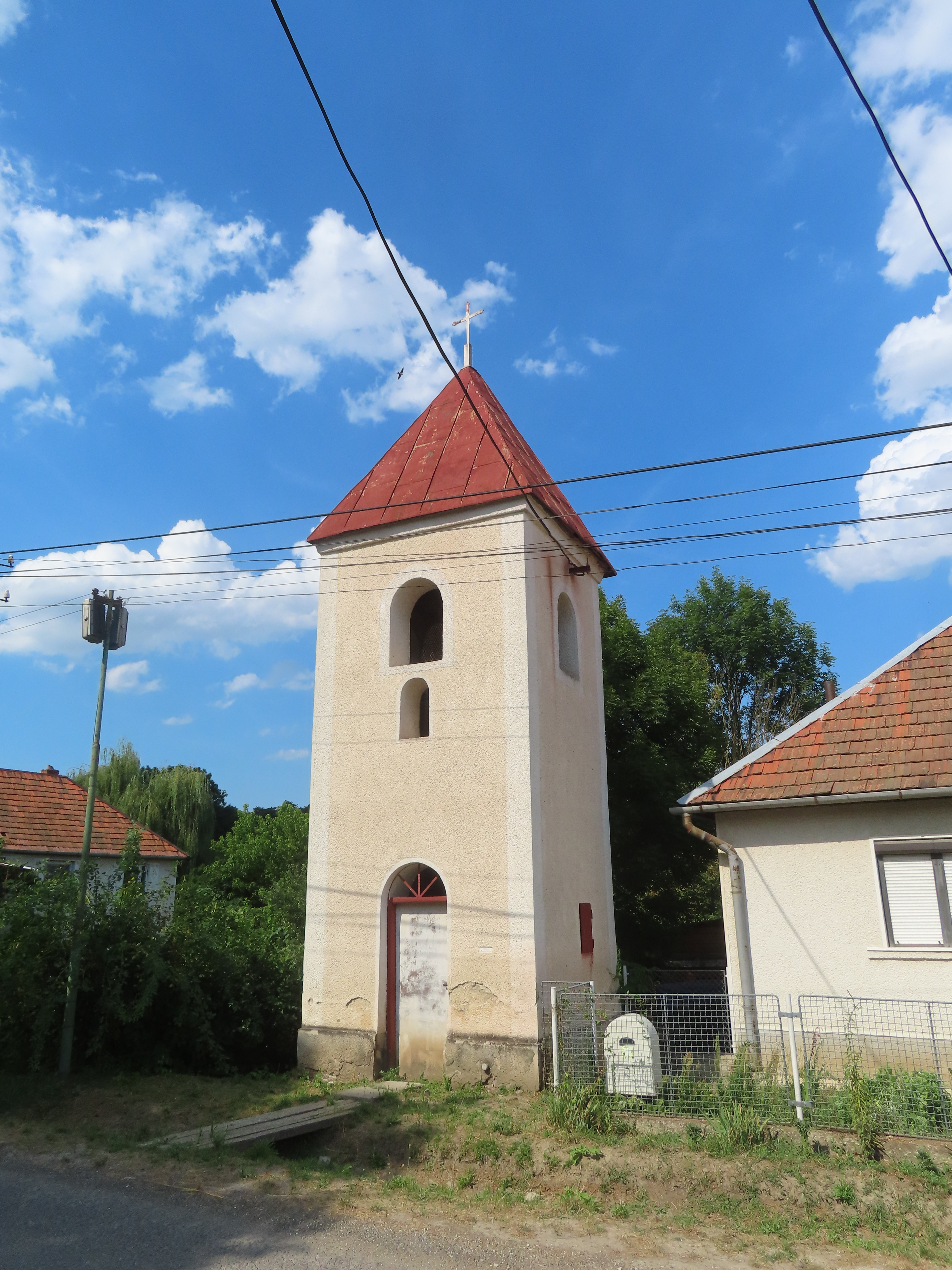
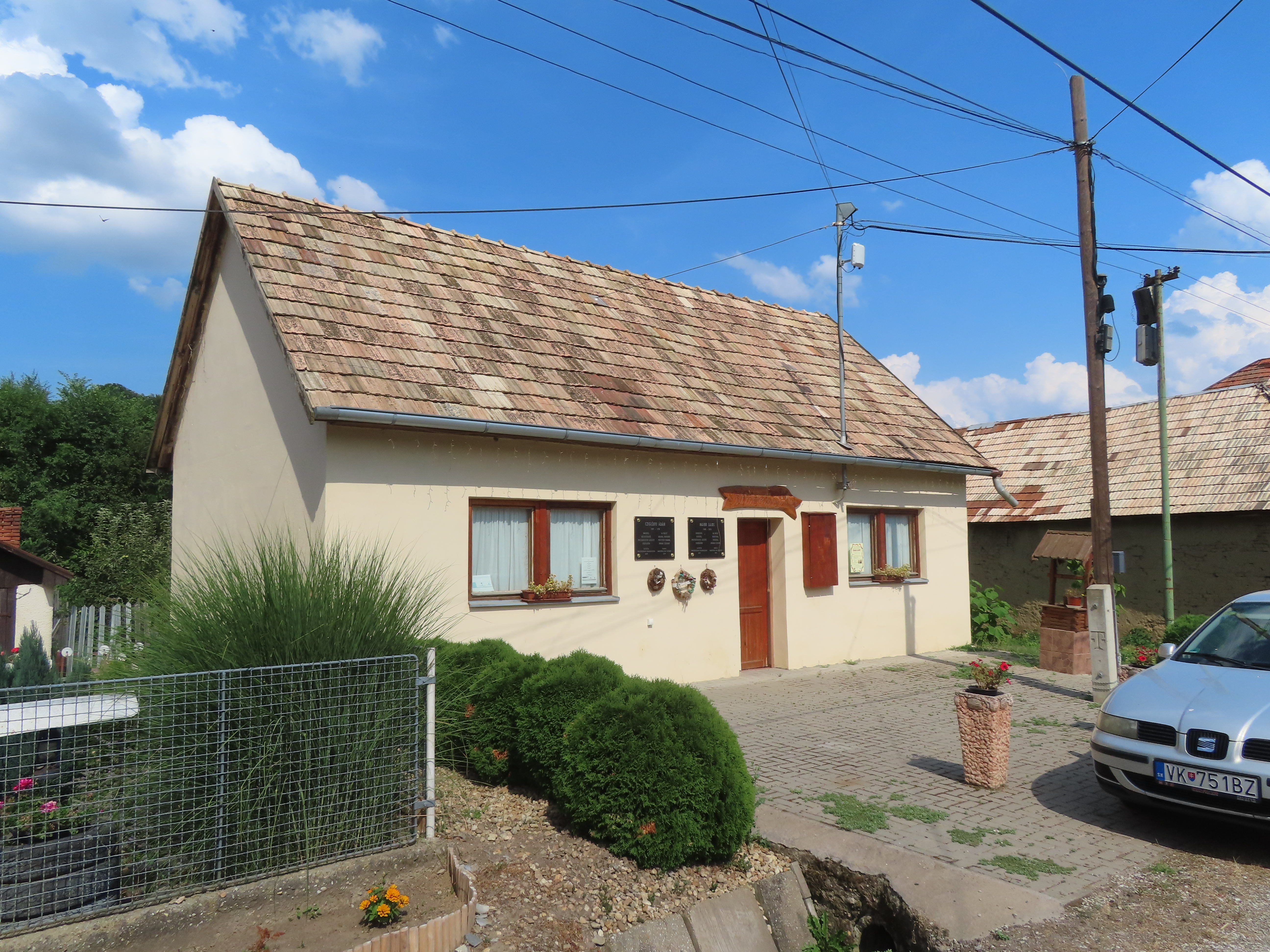
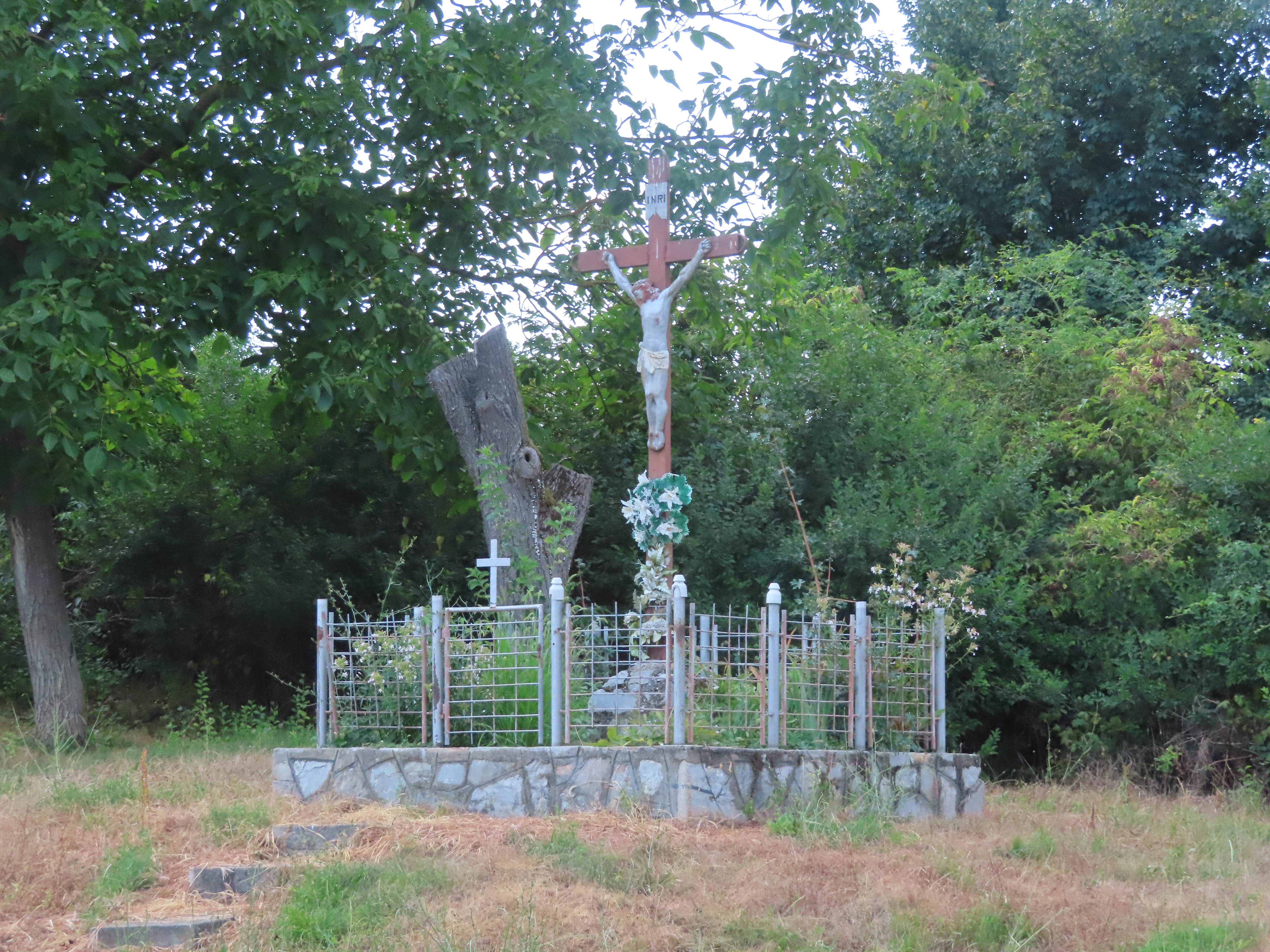
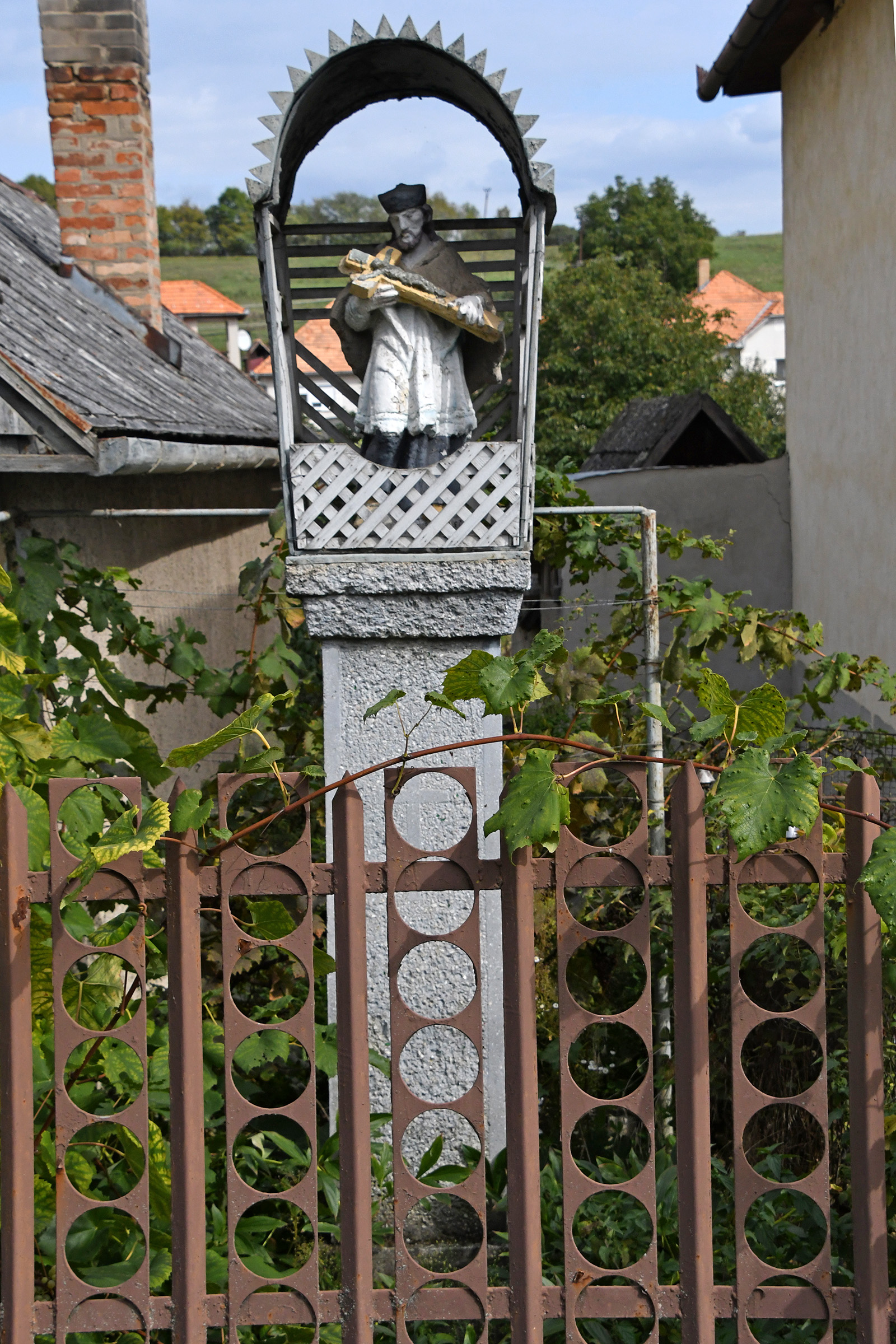

- Szent Kozma és Damján tiszteletére szentelt római katolikus temploma a 13. század végén épült. Mellette egykor gyógyvízű forrás tört fel, melyhez messze földről is elzarándokoltak. Mára a forrás vize elapadt. A templomot 1754-ben barokk stílusban építették át.
- A Lipthay-kastély a 19. század elején épült klasszicista stílusban. Egykor szép angolparkja volt.
- A plébánia épülete a 19. század elején készült klasszicista stílusban.